# Бернага Инфериоре (Леко)
Бернага Инфериоре је насеље у Италији у округу Леко, региону Ломбардија.
Према процени из 2011. у насељу је живело 161 становника. Насеље се налази на надморској висини од 450 м.